# Ryan Broekhoff
Ryan Broekhoff (* 23. August 1990 in Frankston, Victoria) ist ein ehemaliger australischer Basketballspieler niederländischer Abstammung.

## Laufbahn
Broekhoff, der einer niederländischstämmigen Familie entspringt und neben der australischen auch die niederländische Staatsbürgerschaft besitzt, wurde in Frankston, einem Vorort von Melbourne, geboren und wuchs dort auch auf. Als Jugendlicher spielte er Basketball für die Frankston Blues. Er wurde anschließend zwei Jahre lang am australischen Leistungszentrum, dem Australian Institute of Sport, ausgebildet und wechselte 2009 an die Valparaiso University in die Vereinigten Staaten. Für „Valpo“ bestritt Broekhoff bis 2013 insgesamt 134 Spiele und erreichte dabei Mittelwerte von 11,9 Punkten und 6,3 Rebounds je Begegnung. Mit 252 getroffenen Dreipunktwürfen setzte sich Broekhoff in dieser Kategorie zum Zeitpunkt seines Abschied von der Valparaiso University in der ewigen Bestenliste der Hochschulmannschaft auf den zweiten Platz.
Er wechselte 2013 ins Profilager und spielte bis 2015 bei Besiktas Istanbul in der Türkei. Es folgten drei Jahre beim russischen Verein Lokomotive Kuban. Mit Besiktas und Kuban trat Broekhoff ebenfalls in europäischen Vereinswettbewerben an. In der Saison 2017/18 machte er im Eurocup insbesondere durch seine Treffsicherheit beim Distanzwurf auf sich aufmerksam, er verwandelte in 16 Eurocup-Einsätzen 50,6 Prozent seiner „Dreier“. Im August 2018 wurde er vom NBA-Klub Dallas Mavericks unter Vertrag genommen. Im Februar 2020 strichen die Texaner ihn aus dem Kader, nachdem der im vorherigen Verlauf des Spieljahres 2019/20 in der NBA im Schnitt 4,2 Punkte sowie 2,5 Rebounds je Begegnung erzielt hatte. Er wurde im Juli 2020 von den Philadelphia 76ers verpflichtet, im Dezember 2020 kam es zur Trennung.
Broekhoff ging in sein Heimatland zurück, Mitte Februar 2021 unterschrieb er einen Vertrag für die NBL Saison 2021/22 bei der Mannschaft South East Melbourne Phoenix. Im Juli 2023 beendete er seine Laufbahn.

### Nationalmannschaft
Mit der australischen Juniorennationalmannschaft erreichte Broekhoff bei der U19-Weltmeisterschaft im Jahr 2009 das Halbfinale. Mit der Herrennationalmannschaft nahm er unter anderem an den Olympischen Sommerspielen 2016 teil und wurde Vierter.